# Chenommet
Chenommet är en kommun i departementet Charente i regionen Nouvelle-Aquitaine i västra Frankrike. Kommunen ligger  i kantonen Mansle som ligger i arrondissementet Confolens. År 2017 hade Chenommet 165 invånare.

## Befolkningsutveckling
Antalet invånare i kommunen Chenommet
Referens:INSEE